# جينغ يانغ
جينغ يانغ (بالصينية: 杨璟) هي عازفة كمان ‏ وعازفة كمان صينية، ولدت في 1983.